# Schreierkopf
Il  Schreierkopf    è una montagna alta 2.198 m sopra il livello del mare, sita nelle Alpi dell'Algovia, nella Catena montuosa dell'Hornbach, nello stato federale austriaco del Tirolo, in Austria.

## Geografia
Lo Schreierkopf si trova nel comune di Hinterhornbach. Sorge a sud sopra la valle più arretrata di Hornbach. La cresta settentrionale che porta lo Schreierkopf separa lo Schöneggerkar a ovest dal Kreuzkar a est. Dallo Schreierkopf verso sud la cresta scende nella Kreuzkarscharte (2125 m s.l.m.) e costituisce quindi il riferimento per l'altezza del valico. Più a sud, la cresta sale fino alla Balschtespitze, sul cui fianco, a 0,5 chilometri di distanza, si trova il punto di riferimento per la dominanza.

## Origine del nome
Lo Schreyerkopf venne menzionato per la prima volta nel 1797 nella mappa della Germania sud-occidentale di Heinrich von Schmitt. "Schreierkopf" non è un nome molto comune per una montagna.  Tradotto in italiano "Schreier" significa "gridare" e "Kopf" significa "testa". Quindi, "Schreierkopf" potrebbe significare come la "testa che grida" o "montagna che urla" o "il posto dove urlare", ma il motivo non è chiaro. 

## Accesso
La via normale per lo Schreierkopf si snoda facilmente lungo i sentieri che dallo Schöneggerkar e attraverso la forcella per il Balschtespitze portano fino alla vetta.  Per chi giunge in automobile a Hinterhornbach, si può risalire ripidamente il sentiero Faule Wand Steig fino alla Kreuzkarscharte e proseguire senza problemi fino allo Schreierkopf.